# South Teton
Le South Teton est un sommet du comté de Teton, au Wyoming, dans l'Ouest des États-Unis. Il culmine à 3 814 mètres d'altitude dans la chaîne Teton. Il est protégé au sein du parc national de Grand Teton.